# T2 トレインスポッティング
『T2 トレインスポッティング』（原題: T2 Trainspotting）は、2017年製作のイギリスの映画。1996年の映画『トレインスポッティング』の20年ぶりの続編。
イギリスでは、2017年1月27日（現地時間）に世界最速公開され、29日までの3日間で興行収入7億円を突破する大ヒットを記録した。

## あらすじ
かつて仲間たちを裏切って大金を持ち逃げしたマーク・レントンは、逃亡先のオランダから20年ぶりにエディンバラに戻ってきた。母は既に亡くなっており、実家には年老いた父が一人で暮らしていた。
一方、かつての仲間だったスパッド、シック・ボーイことサイモン、そしてベグビーは、皆未だに悲惨な人生を送り続けていた。

## キャスト
※括弧内は日本語吹替
- マーク・レントン（英語版） - ユアン・マクレガー（平田広明）
- スパッド - ユエン・ブレムナー（小形満）
- サイモン / シック・ボーイ - ジョニー・リー・ミラー（森川智之）
- ベグビー - ロバート・カーライル（桐本拓哉[9]）
- ダイアン - ケリー・マクドナルド（篠原恵美）
- ベロニカ - アンジェラ・ネディヤルコーヴァ（舞山裕子）
- マイキー・フォレスター - アーヴィン・ウェルシュ (大川透)
- トミー - ケヴィン・マクキッド
- マークの父 - ジェームズ・コスモ
- ゲイル - シャーリー・ヘンダーソン
- リジー - ポーリーン・リンチ
- ミスター・ドイル - ブラッドリー・ウェルシュ
- その他の日本語吹き替え‐山本善寿/堀越富三郎/矢野亜沙美/山田浩貴/横山友香/松井暁波/長谷川敦央/加藤まゆ美/徳石勝大/中島智彦/伊原農

暗黒街を牛耳る男。

## 評価
レビュー・アグリゲーターのRotten Tomatoesでは253件のレビューで支持率は81%、平均点は7.00/10となった。Metacriticでは42件のレビューを基に加重平均値が67/100となった。